# ロングアイランド鉄道ポート・ジェファーソン支線
ポート・ジェファーソン支線（ポート・ジェファーソンしせん、英語: Port Jefferson Branch）とは、ロングアイランド鉄道の支線の一つである。 米国 ニューヨーク 州のロングアイランドレイルロードが運営する鉄道およびサービスである。 支線は本線のヒックスヴィル駅の西部の起点から、北東部にあるハンティングトン駅を経由して、そこから東部の終点のポートジェファーソン駅へ通る。主な途中駅はペンシルベニア駅・ジャメーカ駅 – ヒックスヴィル駅・ハンティングトン駅・ポートジェファーソン駅。ヒックスヴィル駅より西側の本線では、ポートジェファーソン駅までの間を列車が運行する。ロングアイランドレイルロード(LIRR)の地図と時刻表は「ポートジェファーソン方面」サービスの本線の一部を含み、これらがポートジェファーソン支線の時刻表に記載される。
ポート・ジェファーソン支線はLIRR内で忙しい支線の1つであり、電化が終了するハンティングトンへは頻繁な電車の運行がされている。また、 ハンティングトンの東へのディーゼル車の運行はポートジェファーソン駅まで続く。 
MTAは、支線を「Huntington / Port Jefferson Branch」または「Huntington Branch」とも呼ぶ。

## サービス
ポートジェファーソンブランチサービス（ポートジェファーソンブランチと呼ばれる鉄道とは異なる）は、ヘンプステッドブランチが本線から分かれているフローラルパーク駅から東に延びて、ハンティントン駅の西の路線は電化されており、複線化もされている。 電化は、電車のレイアップトラックにあるグリーンローン駅の前のハンティントンの東の地点まで続き、そこの東側はグリーンローン、 イーストノースポート 、 キングスパーク 、 スミスタウン 、 ストーニーブルックの東側を通過する単線で、反対方向に移動する列車同士がすれ違う。

## インフラストラクチャの改善

### ニューエレクトリックヤード
支線には車庫がなく、ハンティングトンより東では、列車三台が丸々収容できる単一のレイアップトラックが保管に使用される。スペースの欠如から、電車を回送として西側のマンハッタン 37マイル (60 km)の周りまで、ラッシュアワー時の対策とっして、ハンティントンから運行する。

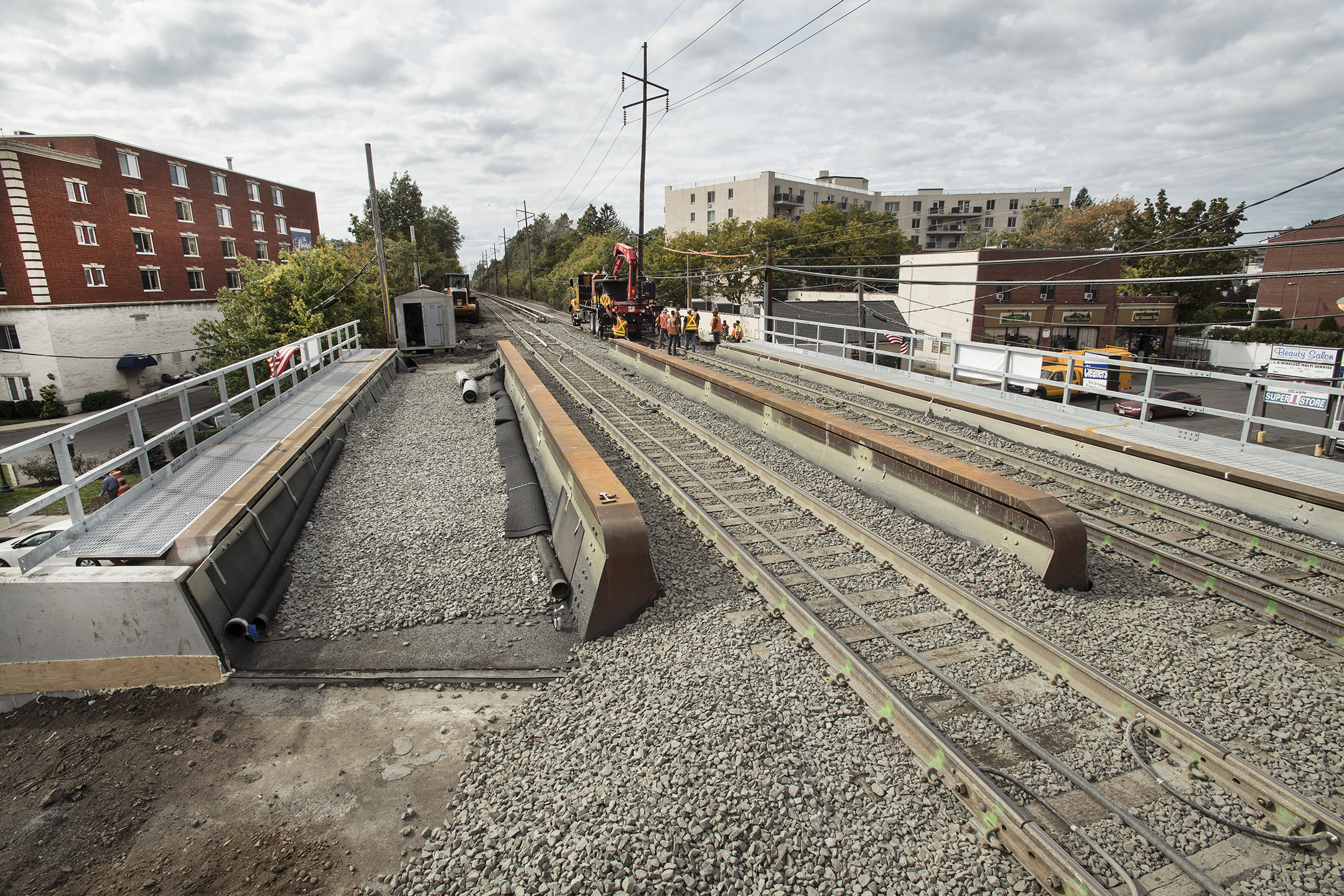
ウェストベリー駅近くのポストアベニューブリッジ、2017年10月に3番目のトラックを収容するために交換されました

グランドセントラルターミナルへのイーストサイドアクセスプロジェクトが完了後、ロングアイランド鉄道道路の乗車者の予想される増加に対応することと、ローカルおよびリバースピークサービスを拡大するため、 メトロポリタントランスポートオーソリティは、 フローラルパークからヒックスビルまでに3本目の複線を建設する予定です。  LIRR Expansion Projectとしても知られている。これには路線の所有権の購入やニューヨーク州運輸省との交差点の廃止や既存の駅の移転、 ミネオラ駅の再構成が含まれる。このプロジェクトは、 フローラルパーク 、 ニューハイドパーク 、 ガーデンシティの各村からの激しい反対により停滞した。その結果、建設とその結果としての列車サービスの増加が近隣の生活の質を低下させると主張した。ただし、これらの村はLIRRが3番目のトラックと組み合わせて計画した駅の改良と踏切の廃止を支持しており、LIRRに3番目のトラックの拡張の代わりにそれらを完了するよう要求したが、MTAは長期間におよび主張し続けた3番目のトラックは、LIRRのイーストサイドアクセスプロジェクトでの拡張に必要なコンポーネントである。  2015年3月、LIRR会長のパトリック・ノワコウスキーは、「LIRRが地域社会の支援なしではプロジェクトを進めないだろう」と宣言した。 
3番目のトラックの小さなセグメントはすでに構築されているか、今後構築される。 1つのセグメントは、 メリヨン通りとミネオラの間で、1998年に行われた勾配交差除去プロジェクト中に、ヘリックロードの近くに建設されました。  別のセグメントではヒックスビルの今後の駅改修の一環として建設される。この建設により、ヒックスビル駅のトラック1が約3,000フィート（910フィート）にあるノースサイディングトラックに接続される。   m）駅の西側。この短いセグメントが完了すると、本質的に将来の3番目のトラックの東端として機能する。また、ピーク時のサービスをわずかに増やすことができる。  MTAはまた、ミネオラ局、ミネオラブルバード橋、中ロザリン道路地下道に隣接して配置ミネオラインターを中心として、線に沿って他のインフラの建設で第3線のための規定を残しているミネオラ 、および置換ウェストベリーのメインラインに架かるエリソンアベニュー橋。 
2016年1月、 アンドリュー・クオモ知事は、第3軌道開発を再開するための資金調達に数百万ドルを含む交通改善計画を発表した。  クオモ知事は、以前の第3トラックの提案とは異なり、彼の計画は既存のLIRRの権利内に第3トラックを建設することを含むと述べた。  以前の提案は約250のプロパティに影響を与えていましたが、そのうち80が家でしたが、クオモ知事の提案では、20の家を含む合計50のプロパティから少量のプロパティを取得するだけで済む。  影響を受けるプロパティのこの削減は、一部のエリアでトラックのアライメントをシフトして、公道内の3番目のトラックのスペースを確保し、以前の提案よりも短い3番目のトラックを構築することによって達成される。マイル（15.8   km）以前計画された11.5マイル（18.5マイル）の代わりに、ヘンプステッド支線と本線が共有する最東端のフローラルパークで始まる3路線区間  km） クイーンズビレッジから始まり、ヘンプステッドブランチと本線が4トラックの通路から2つの異なるトラックペアに分かれている。  緩和努力の約束にもかかわらず、いくつかの地元の政治家は、発表から1日以内に知事の計画を非難した。フローラルパークの市長はニューヨークタイムズに「これは死んで埋葬されたと考えた」と述べたが 、ニューハイドパークの市長は「これについて知事と激しく戦う」ことを約束し、地元の上院議員は知事の計画を「到着時に死んだ」と呼んだ」 
2017年12月、LIRRはコンソーシアムの第3トラックコンストラクターにプロジェクトの契約を18億ドルで授与し、2018年に建設が開始され、2022年に完成する予定だ。  契約の最初の部分にはカールプレイス、ミネオラ、フローラルパーク駅の再構築。 6つの踏切と地下道の建設または再建。ミネオラ駅の駐車場の建設。これらのプロジェクトは、冬2018冬2019年の間で開始される 第3トラックプロジェクトの起工式は2018年9月5日に開催された

## 歴史
1853年、ヒックスビルとショセット鉄道がヒックスビルからショセットまでの路線で建設を開始し、1854年に開通した。 LIRRは後にコールドスプリングハーバーまで延長する予定だったがLIRRの社長であるオリバー・チャーリックは駅の場所について反対した。そのため、チャーリックはグレードを放棄し、コールドスプリングの南側に延長した 。

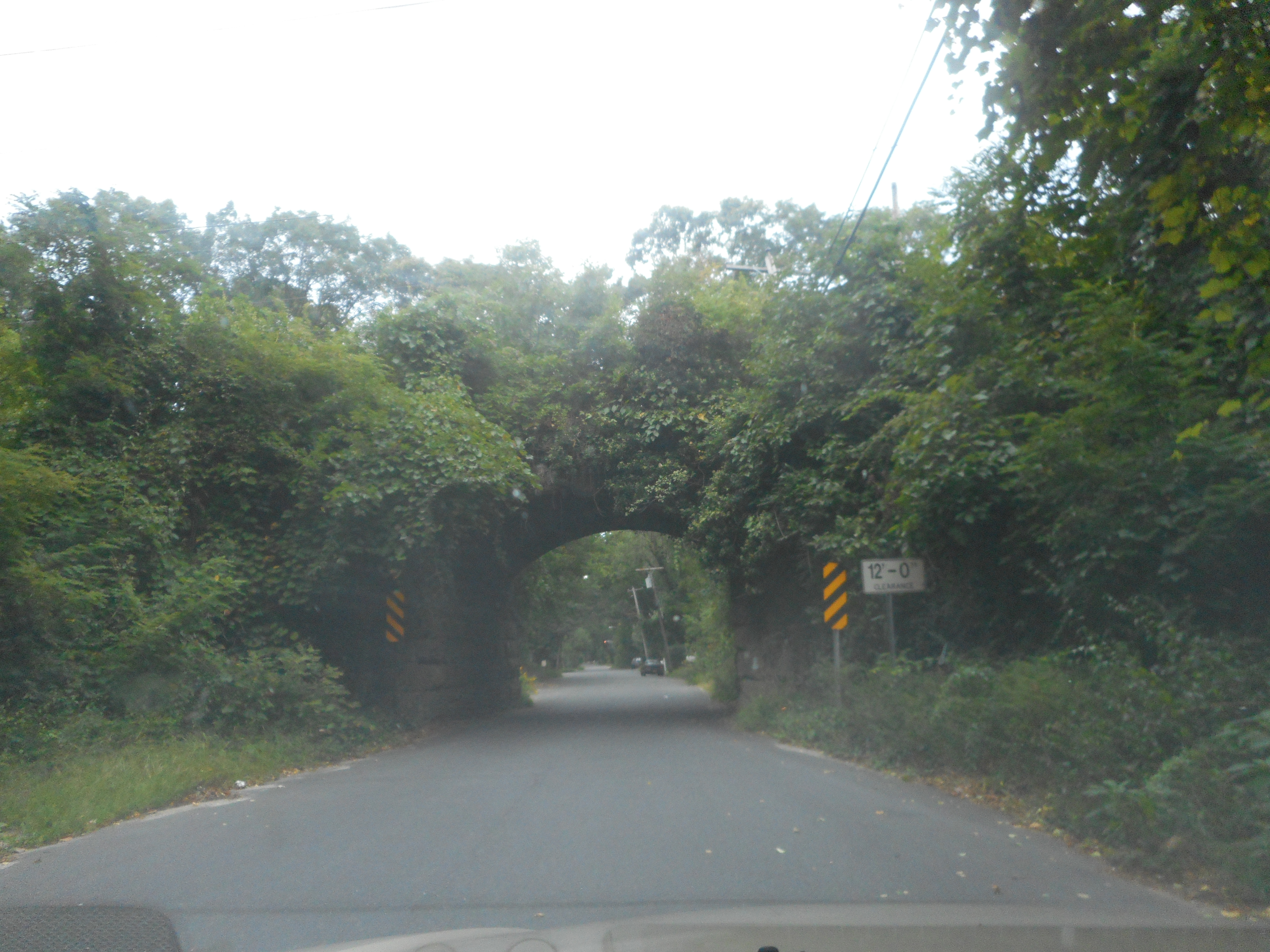
かつて支部のウェーディングリバーエクステンションを運んだショアハムのウッドビルロードブリッジ。

### キングスパーク精神医学センター線
キングスパーク精神医学センター線（KPPC）は、 キングスパーク精神医学センターのポートジェファーソン線からの引込線である。 この引込線はキングスパーク駅の西から端を発し、駅前の家々の北を通り、インディアンヘッドロード（ サフォークCR 14 ）や北へ曲がってニューヨーク州のルート25Aを横切り、病院の敷地の西端に沿い、病院の石炭発電所を終点に持つ。

### 電化
1970年、 ミネオラから支部の電化の東の限界であるハンティントンまで電化が延伸した。 それ以来、LIRRはハンティントンより東へ拡大することを目指してきた。 1980年代、鉄道は通電を拡張するためにノースポート用意 、またはスミスタウンの帯電はロンコンコマ支線上の本線より優先度が高いと見られていたため、本線の中心部に位置するサフォーク郡は恩恵を大きく受けることとなった。

## 参照資料
1. ↑  "MTA - Planning Studies". Metropolitan Transportation Authority. Archived from the original on March 6, 2014.
2. ↑  "Main Line Corridor Improvements Project Presentation" (PDF). Metropolitan Transportation Authority. Retrieved January 7, 2016.
3. ↑  Stephanie Mariel Petrellese (November 11, 2005). "Floral Park Mayor To Address LIRR Expansion". The Garden City News. Archived from the original on March 22, 2006. Retrieved December 23, 2006.
4. ↑  Carisa Keane (June 24, 2005). "Residents: MTA/LIRR Needs to Get on Right Track". New Hyde Park Illustrated News. Archived from the original on September 27, 2007. Retrieved December 23, 2006.
5. ↑  Stephanie Mariel Petrellese (December 15, 2006). "Village Meets With LIRR On "Third Track" Project". The Garden City News. Archived from the original on January 12, 2007. Retrieved December 23, 2006.
6. ↑  Nardiello, Carolyn (September 16, 2008). "Third-Track Plan Isn't Dead, L.I.R.R. Insists". The New York Times. ISSN 0362-4331. Retrieved July 31, 2012.
7. ↑  Castillo, Alfonso A. (March 3, 2015). "3rd track plan conditional on community support, LIRR chief says". Newsday. Retrieved October 20, 2015.
8. ↑  Robert Gearty (April 22, 1998). "END'S NEAR FOR A KILLER LIRR X'ING". New York Daily News. Retrieved November 2, 2015.
9. ↑  "Governor Cuomo Announces Final Design for Revitalized Hicksville Station". Metropolitan Transportation Authority. February 24, 2015. Retrieved November 2, 2015.
10. ↑  "LIRR finalizes Hicksville Station design; includes East Side Access work". RT&S. February 24, 2015. Retrieved January 7, 2016.
11. ↑  "$24.3 MILLION LIRR ROAD CROSSING ELIMINATION PROJECT IN MINEOLA COMPLETED". New York State Department of Transportation. December 31, 2008. Retrieved November 4, 2015.
12. ↑  "National Steel Bridge Alliance 2009 Bridge Prize Competition" (PDF). Retrieved November 4, 2015.
13. ↑  "Application for Transportation Investment Generating Economic Recovery (TIGER) Funds Ellison Avenue Bridge Reconstruction, page 3" (PDF). Metropolitan Transportation Authority. Retrieved November 2, 2015.
14. ↑  "40,000 Customers Facing Delays This Weekend, Oct. 24-25, as LIRR Installs a New Bridge in Westbury". Metropolitan Transportation Authority. October 22, 2015. Retrieved November 2, 2015.
15. 1 2 3  Fitzsimmons, Emma G. (January 5, 2016). "Cuomo Revives Long-Stalled Plan to Add Track to L.I.R.R.". The New York Times. ISSN 0362-4331. Retrieved January 7, 2016.
16. ↑  Third Main Line Track project web site
17. 1 2  Madore, James T. (January 5, 2016). "Andrew Cuomo tells Long Island Association he'll push LIRR third track, LI Sound tunnel". Newsday. Retrieved January 7, 2016.
18. ↑  "LIRR Main Line Expansion Will Ease Commuting and Attract Businesses and Jobs" (Press release). Metropolitan Transportation Authority. January 5, 2016. Retrieved January 7, 2016.
19. ↑  Manskar, Noah (January 7, 2016). "Cuomo revives LIRR third track plans". The Island Now. Archived from the original on January 10, 2016. Retrieved January 8, 2016.
20. ↑  Berger, Paul (December 13, 2017). "MTA Awards $1.8 Billion Contract to Expand Long Island Rail Road". The Wall Street Journal. Retrieved January 25, 2018.
21. ↑  Castillo, Alfonso A. (December 13, 2017). "MTA approves $1.9B contract to design, build LIRR 3rd track". Newsday. Retrieved January 25, 2018.
22. ↑  Klar, Rebecca (December 20, 2017). "MTA approves $1.8B contract for third track project". The Island Now. Retrieved January 25, 2018.
23. ↑  "Capital Program Oversight Committee Meeting June 2018" (PDF). Metropolitan Transportation Authority. June 18, 2018. p. 27. Retrieved June 17, 2018.
24. ↑  "LIRR Third Track Project Moving Forward Despite Concerns Of Residents". CBS New York. September 5, 2018. Retrieved September 6, 2018.
25. ↑  Rivoli, Dan (September 5, 2018). "Cuomo continues infrastructure tour with Long Island Rail Road groundbreaking". New York Daily News. Retrieved September 6, 2018.
26. ↑  “PRR Chronology, 1868”. Template:Cite webの呼び出しエラー：引数 accessdate は必須です。[リンク切れ] (93.8 KiB), June 2004 Edition
27. ↑  “PRR Chronology, 1873”. Template:Cite webの呼び出しエラー：引数 accessdate は必須です。[リンク切れ] (100 KiB), February 2005 Edition
28. ↑  Ziel, Ron; Foster, George H. (1987). Steel Rails to the Sunrise. Mattituck: Amereon House. pp. 13–14. ISBN 0-8488-0368-X